# Llicenciatura
Una llicenciatura és un grau de l'educació superior, que correspon a diferents nivells segons el país. Una persona amb aquest grau s'anomena llicenciat.
A Espanya, abans de la reforma de l'educació superior coneguda com a procés de Bolonya, la llicenciatura durava entre quatre i sis anys, segons els estudis; per tant era un grau superior a la diplomatura, i requisit previ per a cursar el doctorat. Els estudis tècnics equivalents a la llicenciatura no rebien aquest nom, sinó que s'anomenaven enginyeria (de l'especialitat que fos) o arquitectura. Posseir una llicenciatura permetia exercir professions com la medicina, l'advocacia, ser professor d'educació secundària, etc.
Després del procés de Bolonya a Espanya els estudis de quatre anys van passar a anomenar-se graus.
El terme llicenciatura té significants diferents segons els països. Per exemple, a Portugal rebien aquest nom (licenciatura) els estudis de 4-6 anys abans del procés de Bolonya, i també els estudis reformats de 3-4 anys. En canvi a França la licence, tant abans com després de Bolonya, s'assoleix amb estudis de 3 anys.

## Història
En l'ensenyament antic el títol de Llicenciat s'obtenia a les Escoles Majors de les Universitats, i era més alt que el de Batxiller, que era també títol universitari menor, que s'estudiava, senzillament. Probablement era un títol de categoria superior a l'actual del mateix nom, car el de Batxiller ja habilitava per a l'exercici d'una professió (era alguna cosa semblant a l'actual Diplomatura).
A la Universitat de Salamanca es conserven els noms de les Escoles Majors en dos edificis històrics de la Universitat, reunits al voltant del Pati de les Escoles, així com el record dels Col·legis famosos, que els seus col·legials tenien a gal·la durant la seva vida exhibir el títol de col·legial de San Bartolomé o col·legial de Santiago, per posar els més famosos.

## Actualitat
Per accedir als estudis superiors cal superar les Proves d'accés a la universitat, una prova especial per a majors de 25 anys o un Cicle Formatiu de Grau Superior.
La llicenciatura és el títol obtingut en acabar una carrera universitària de dos cicles (entre 4 i 6 anys), en la qual generalment s'imparteixen més cursos generalistes que en una diplomatura, on es tendeix a l'especialització. Una altra diferència remarcable és que, en general, les llicenciatures es creen al voltant d'una àrea del saber (química, literatura, dret, estadística, ciències ambientals, etc.), mentre que les diplomatures i altres carreres de menor durada se solen configurar atenent a les necessitats d'un ofici concret (òptica, enginyeria tècnica, infermeria). Les llicenciatures s'imparteixen a les facultats.
Depenent de la universitat a la qual es cursi, una llicenciatura pot conformar una unitat acadèmica independent, o ser part d'uns estudis segmentats en els quals la Diplomatura és el primer cicle i la llicenciatura és el segon cicle. conseqüentment, als estudis de màster i doctorat se'ls coneix com a estudis de tercer cicle. En moltes facultats s'acaben aquests estudis amb un treball anomenat tesi. A Espanya, en els estudis tècnics (arquitectura i enginyeries), aquest treball es deia projecte de final de carrera, actualment el projecte de final de carrera és una assignatura de poc pes acadèmic.
El conjunt d'estudis de cicles formatius superiors, diplomatures, llicenciatures, enginyeries, mestratges i doctorats pertany a l'educació superior i són anomenats estudis superiors.
La llicenciatura espanyola era una titulació equivalent al actual Màster del nou sistema universitari espanyol (Pla Bolonya). El 2014 el govern espanyol va establir oficialment la correspondència de les antigues llicenciatures amb els nous títols de Màster.